# Sikorsky S-38
Dimensions
Le Sikorsky S-38 est un hydravion à coque américain destiné au transport de passagers. Conçu dans les années 1920, le S-38 est équipé de 8 sièges et dispose de deux moteurs de 400 chevaux chacun. Il est également utilisé comme avion de transport militaire, par l'USAAF, sous la désignation C-6. Au total, 101 exemplaires sont construits, et deux existent encore aujourd'hui.

## Galerie

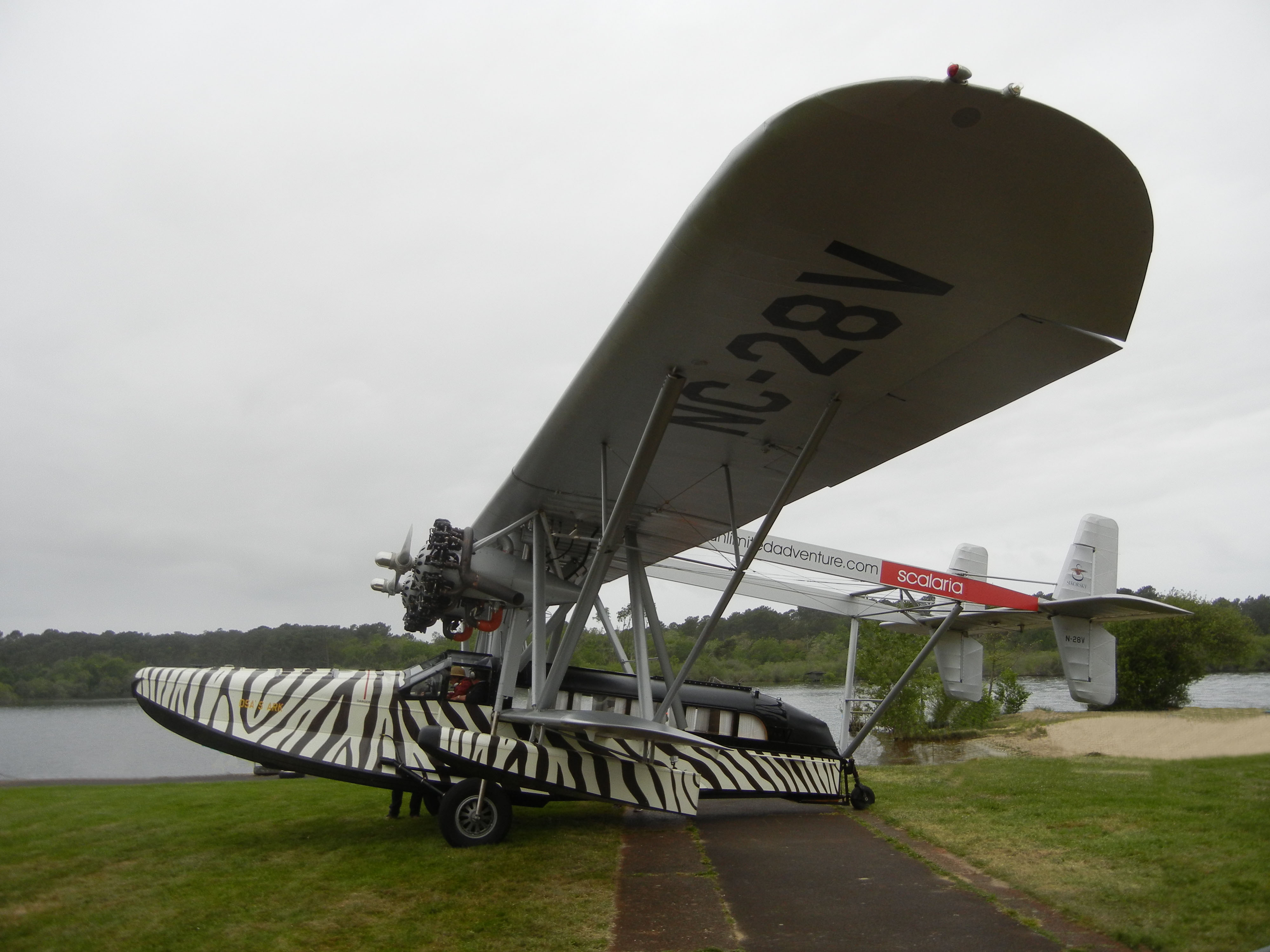
Sikorsky S-38 1929
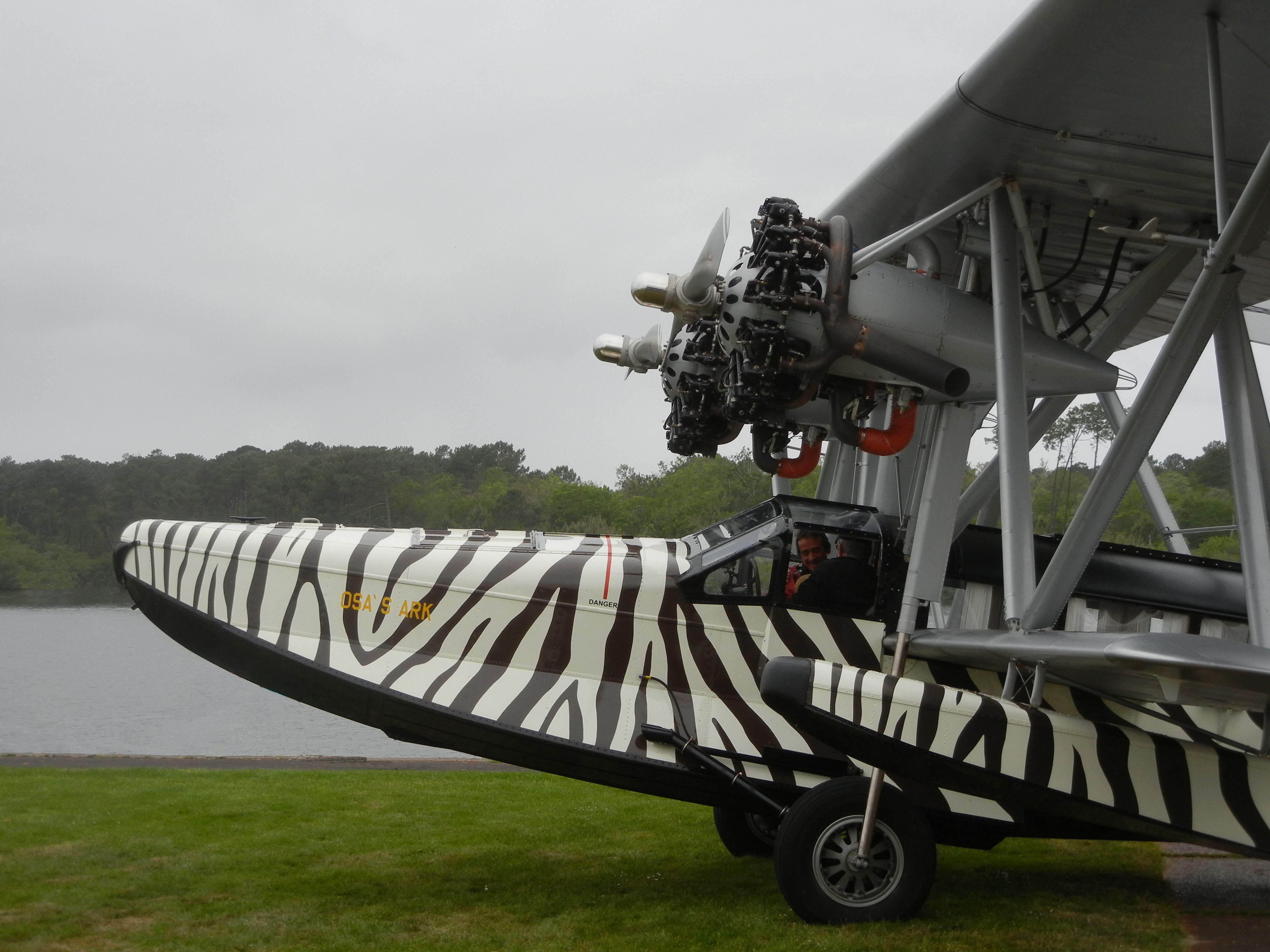
Sikorsky S-38 1929
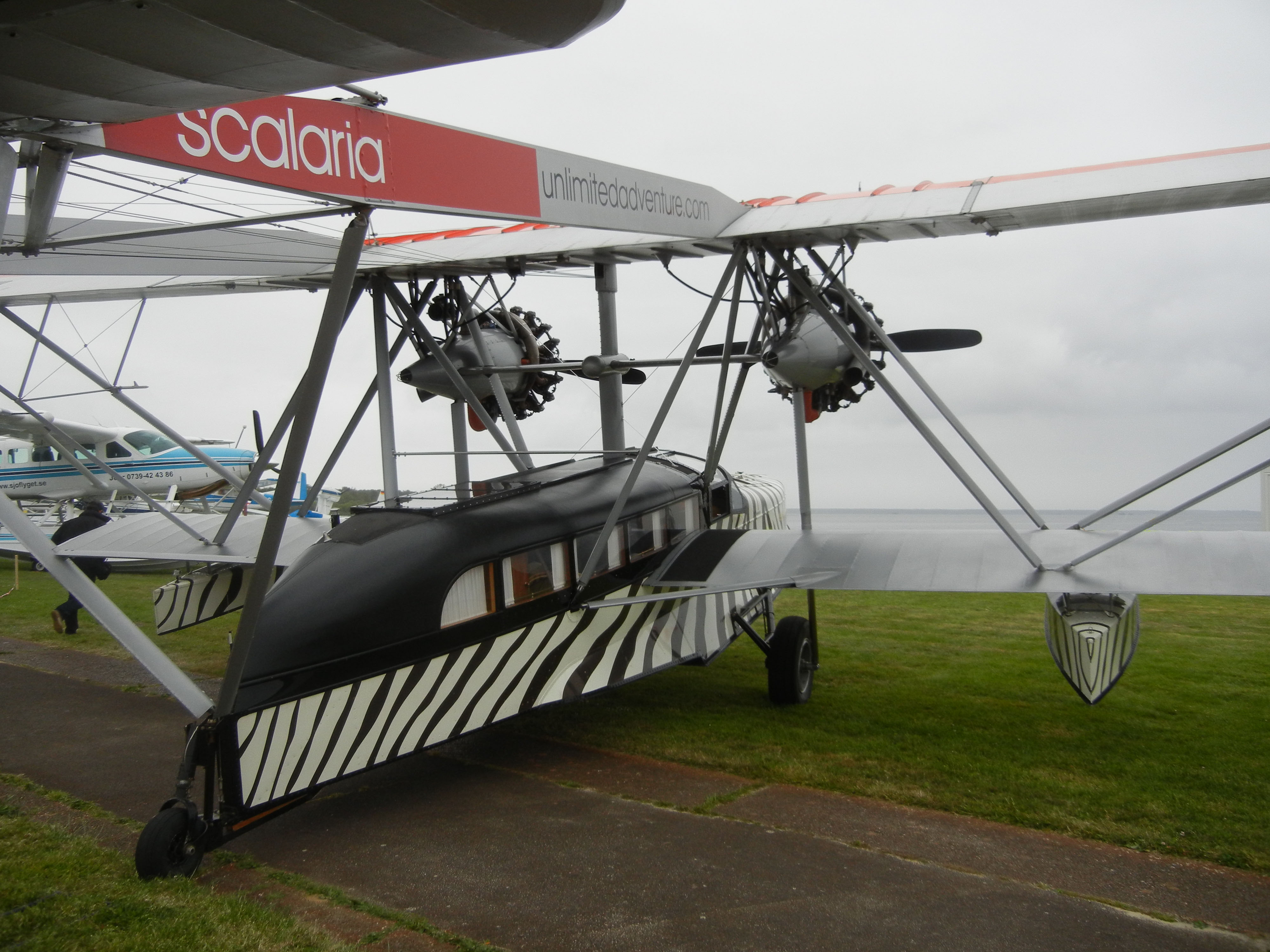
Sikorsky S-38 1929
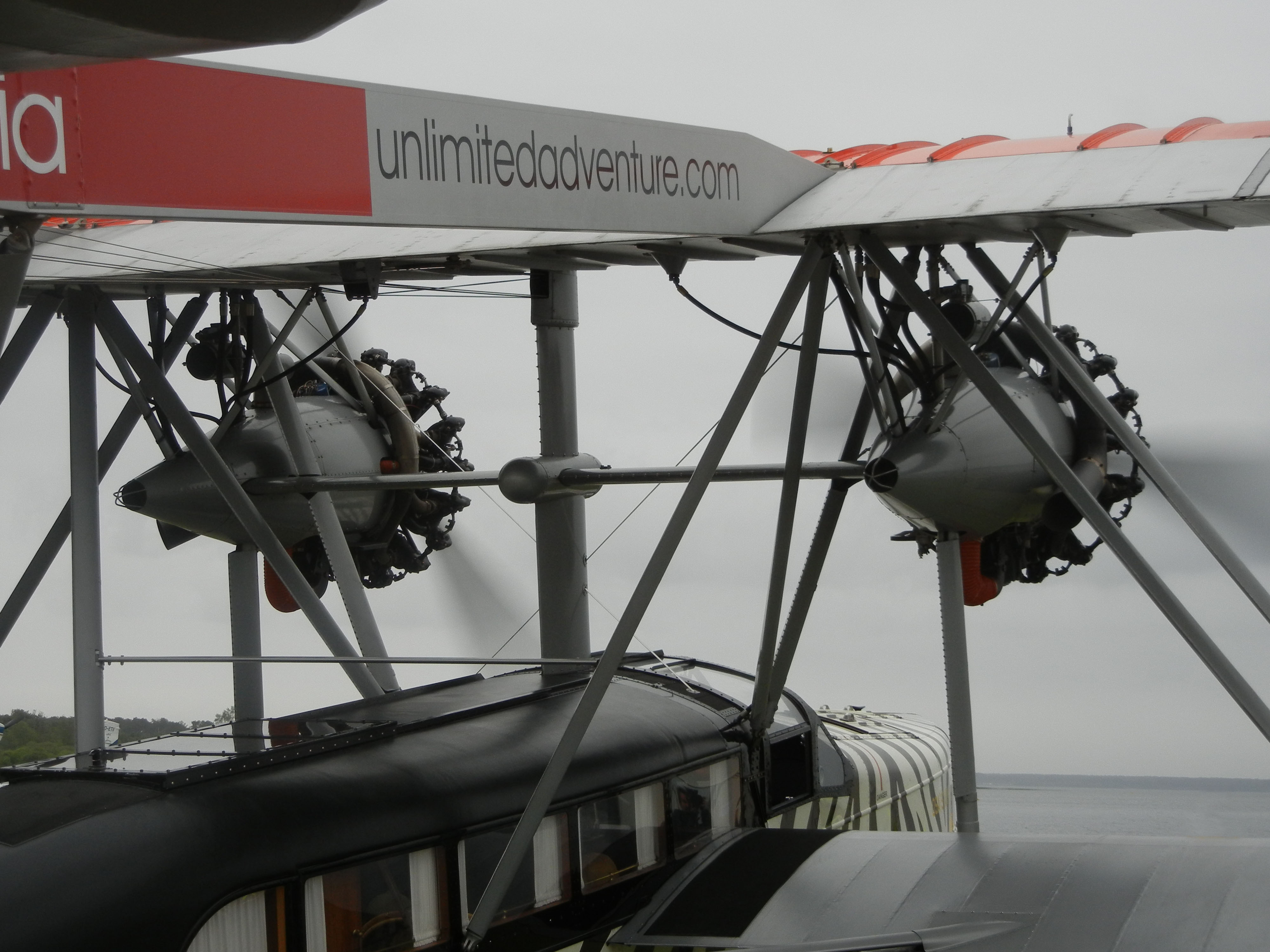
Sikorsky S-38 1929
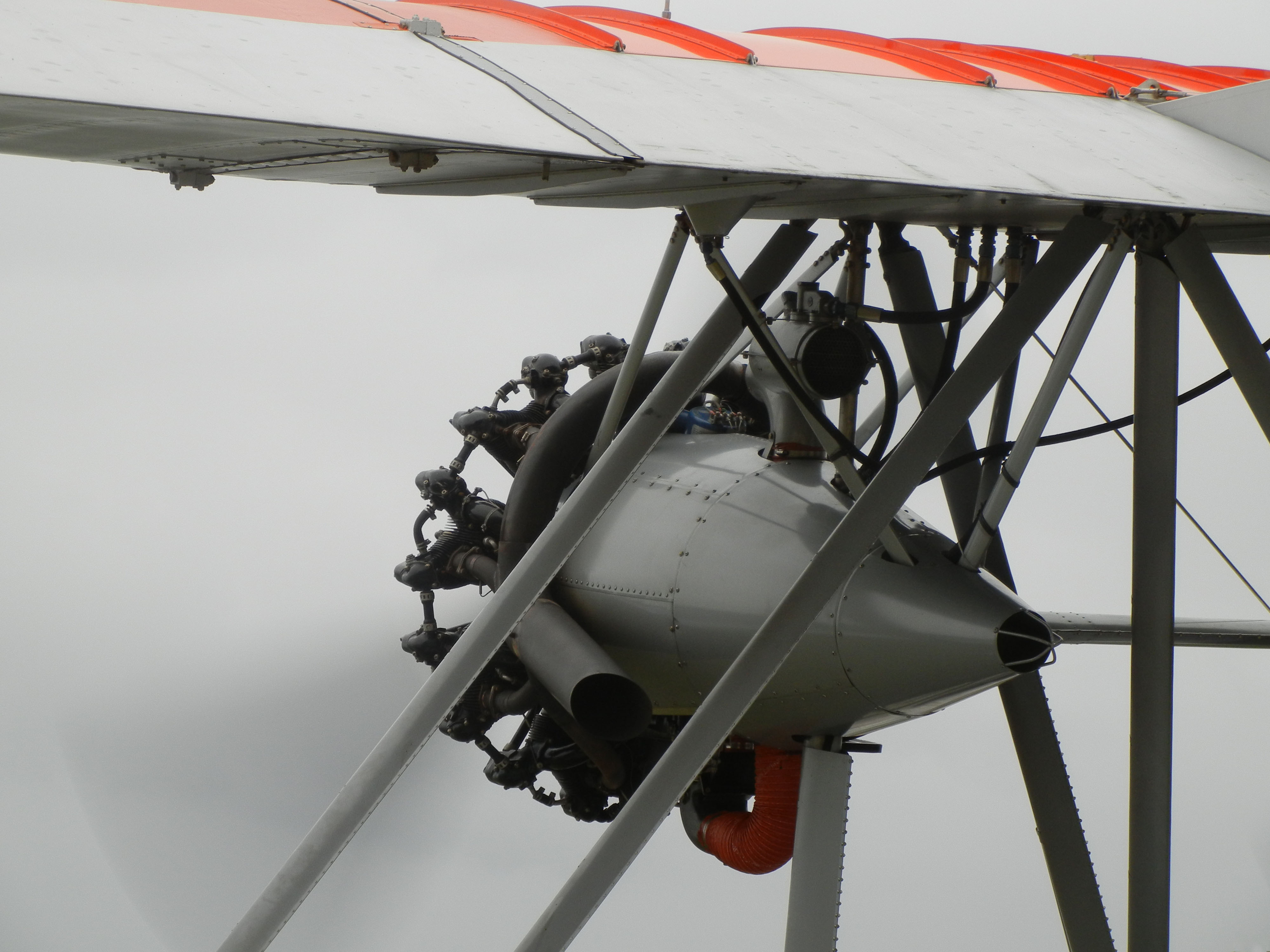
Sikorsky S-38 1929
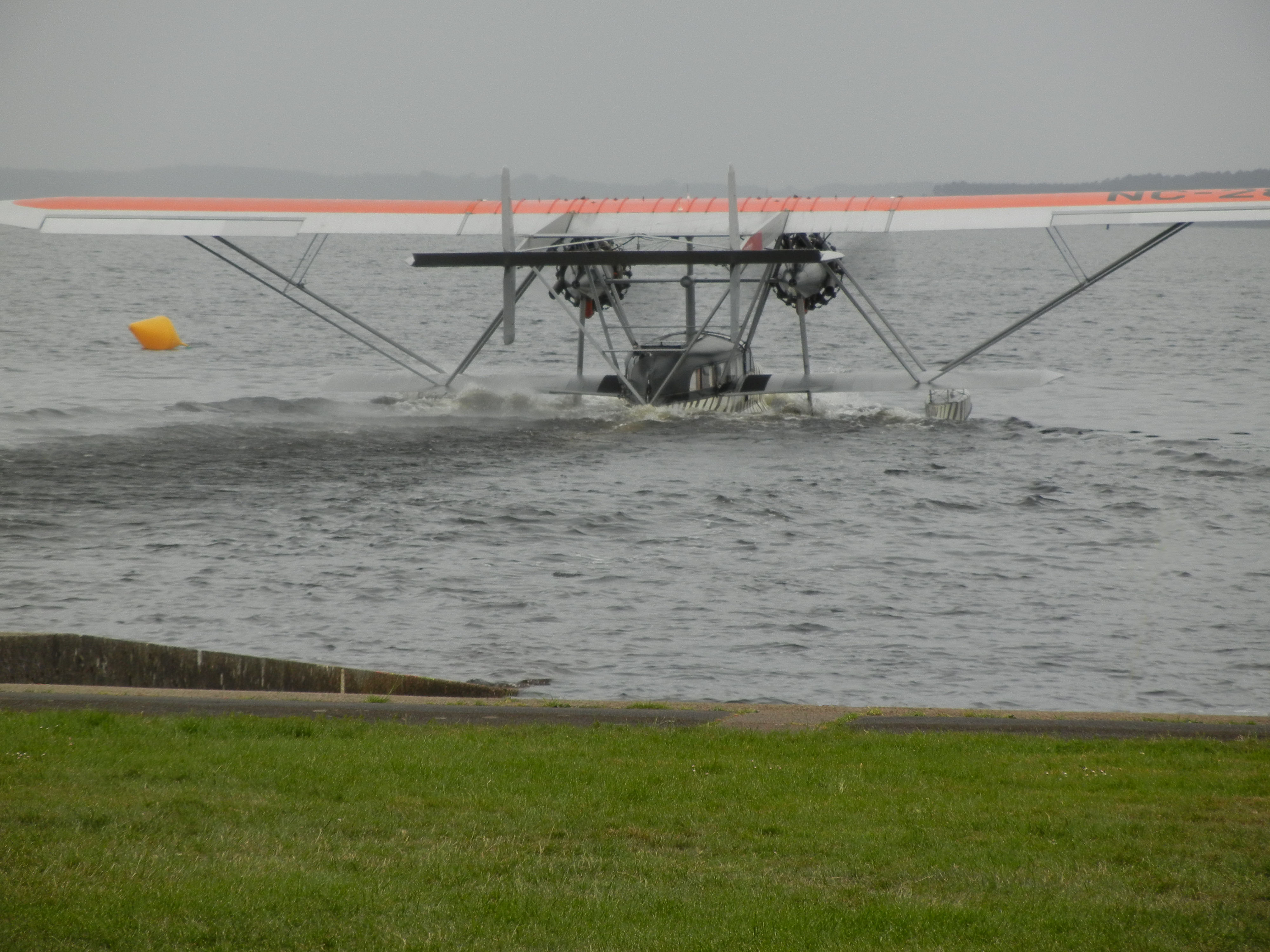
Sikorsky S-38 1929

### Avions comparables
- S.C.A.N. 30
- Piaggio P136